# Guglielmo Marin (ciclista)
Luigi Marin, conosciuto con il nome di Guglielmo (Monfumo, 29 gennaio 1905 – Varese, 30 novembre 1986) è stato un ciclista su strada italiano.

## Carriera
Nato nel 1905 a Monfumo, in provincia di Treviso, con il nome di Luigi, nel 1929 vinse la Coppa Caldirola e arrivò al 25º posto al Giro di Lombardia. Nel 1930 prese parte di nuovo al Giro di Lombardia, chiudendo 5º, e alla Milano-Sanremo, terminando 29º.
Nel 1931, unica stagione nella quale corse non da individuale, ma con una squadra, la Touring-Pirelli, si ritirò al Giro d'Italia, arrivò 26º alla Milano-Sanremo e chiuse 8º al Giro di Lombardia. Negli ultimi due anni di carriera prima del ritiro nel 1933, a 28 anni, terminò 48º al Giro d'Italia 1932 e 44º al Giro d'Italia 1933 e arrivò 64º alla Milano-Sanremo 1933.
Morì nel 1986, a 81 anni.

## Palmarès
- 1929 (individuale)

Coppa Caldirola

## Piazzamenti

### Grandi Giri
- Giro d'Italia

1931: ritirato
1932: 48º
1933: 44º

### Classiche monumento
- Milano-Sanremo

1930: 29º
1931: 26º
1933: 64º
- Giro di Lombardia

1929: 25º
1930: 5º
1931: 8º